# Microglyphonyx
Microglyphonyx is een geslacht van kevers uit de familie  
kniptorren (Elateridae).
Het geslacht is voor het eerst wetenschappelijk beschreven in 1897 door Champion.

## Soorten
Het geslacht omvat de volgende soort:
- Microglyphonyx coarctatus (Champion, 1897)